# Pépé le morse
Pour plus de détails, voir Fiche technique et Distribution.
Pépé le morse est un film d'animation français de court métrage réalisé par Lucrèce Andreae et sorti en 2017.

## Synopsis
Sur une plage, Lucas et sa famille forment un cortège funèbre insolite, gravissant une dune fouettée par le vent d’automne. Pépé est mort parce qu’il est resté trop longtemps à se prélasser au soleil. Un autel de coquillages et de mégots de cigarettes est érigé en son honneur. La mer sait-elle seulement ce qu’est la mort ? Mami prie et Maman crie. Quant à Lucas, il doit apprendre à surmonter la disparition d’un être cher.

## Fiche technique
- Titre : Pépé le morse
- Réalisation : Lucrèce Andreae
- Scénario : Lucrèce Andreae
- Animation : Ulysse Malassagne, Marion Roussel, Marcel Tigchelaar
- Montage : Guillaume Lauras et Catherine Aladenise
- Musique : Flavien van Haezevelde
- Producteur : Daniel Sauvage et Jérôme Barthélemy
- Production : Caïmans Productions
- Pays d'origine :  France
- Durée : 14 minutes 53
- Dates de sortie :
  -  France : 12 juin 2017 (FIFA 2017)

## Distribution
- Émilie Blon-Metzinger : Olivia
- Chann Aglat : Jade
- Catherine Artigala : Mémé
- Roman Garance : Lucas
- Ilona Bachelier : Mélissa

## Distinctions
Il remporte le prix du public pour un court métrage à l'édition 2017 du festival international du film d'animation d'Annecy, le César du meilleur court métrage d'animation en 2018 et nommé aux 46e Annie Awards à Hollywood, dans la catégorie "Best Animated Short Subject".